# جورج الكسندر فورسيث
جورج الكسندر فورسيث (بالإنجليزية: George Alexander Forsyth)‏ هو ضابط أمريكي، ولد في 7 نوفمبر 1837 في مونسي في الولايات المتحدة، وتوفي في 12 سبتمبر 1915 في Rockport, Massachusetts ‏ في الولايات المتحدة.